# Campeonato Sanmarinense 2024-25
El Campeonato Sanmarinense 2024-25 fue la edición número 40 del Campeonato Sanmarinense de fútbol. La temporada comenzó el 30 de agosto de 2024 y finalizó el 17 de mayo de 2025. 
El club Virtus resultó campeón de esta edición.

## Formato
El campeonato se dividió en dos fases: en la primera fase, los 15 equipos participantes se enfrentaron en un solo grupo en partidos de ida y vuelta, por un total de 30 jornadas. Los equipos del 2.º al 11 clasificaron a la fase final mientras que el primero fue declarado campeón de San Marino. La fase final incluyó una ronda preliminar en la que los equipos clasificados del 8.º al 11.º puesto compitieron en una única competición para decidir quiénes pasaban a cuartos de final. Los seis primeros clasificados pasaron directamente a cuartos de final. La fase eliminatoria incluyó partidos en casa y fuera de casa, con la excepción del 4°-5° lugar final y el 2°-3° lugar.
El primer clasificado obtuvo una plaza para La Ronda preliminar de la Liga de Campeones de la UEFA 2025-26 mientras que el ganador de la fase final obtuvo otra para la Primera ronda previa de la Liga Conferencia de la UEFA 2025-26 junto al campeón de la Copa Titano 2024-25.

## Equipos participantes y Localización
| Borgo Maggiore | 3 | Cailungo, Libertas, San Giovanni              | Virtus Libertas · Cailungo · San Giovanni Pennarossa Domagnano Faetano Fiorentino · Tre Fiori La Fiorita Juvenes · Cosmos · SS Folgore/Falciano Academia San Marino sub-22 · Tre Penne Murata |
| Serravalle     | 3 | Cosmos, Folgore/Falciano, Juvenes/Dogana      | Virtus Libertas · Cailungo · San Giovanni Pennarossa Domagnano Faetano Fiorentino · Tre Fiori La Fiorita Juvenes · Cosmos · SS Folgore/Falciano Academia San Marino sub-22 · Tre Penne Murata |
| San Marino     | 3 | Murata, Academia San Marino sub-22, Tre Penne | Virtus Libertas · Cailungo · San Giovanni Pennarossa Domagnano Faetano Fiorentino · Tre Fiori La Fiorita Juvenes · Cosmos · SS Folgore/Falciano Academia San Marino sub-22 · Tre Penne Murata |
| Fiorentino     | 2 | Fiorentino, Tre Fiori                         | Virtus Libertas · Cailungo · San Giovanni Pennarossa Domagnano Faetano Fiorentino · Tre Fiori La Fiorita Juvenes · Cosmos · SS Folgore/Falciano Academia San Marino sub-22 · Tre Penne Murata |
| Acquaviva      | 1 | Virtus                                        | Virtus Libertas · Cailungo · San Giovanni Pennarossa Domagnano Faetano Fiorentino · Tre Fiori La Fiorita Juvenes · Cosmos · SS Folgore/Falciano Academia San Marino sub-22 · Tre Penne Murata |
| Faetano        | 1 | Faetano                                       | Virtus Libertas · Cailungo · San Giovanni Pennarossa Domagnano Faetano Fiorentino · Tre Fiori La Fiorita Juvenes · Cosmos · SS Folgore/Falciano Academia San Marino sub-22 · Tre Penne Murata |
| Domagnano      | 1 | Domagnano                                     | Virtus Libertas · Cailungo · San Giovanni Pennarossa Domagnano Faetano Fiorentino · Tre Fiori La Fiorita Juvenes · Cosmos · SS Folgore/Falciano Academia San Marino sub-22 · Tre Penne Murata |
| Chiesanuova    | 1 | Pennarossa                                    | Virtus Libertas · Cailungo · San Giovanni Pennarossa Domagnano Faetano Fiorentino · Tre Fiori La Fiorita Juvenes · Cosmos · SS Folgore/Falciano Academia San Marino sub-22 · Tre Penne Murata |
| Montegiardino  | 1 | La Fiorita                                    | Virtus Libertas · Cailungo · San Giovanni Pennarossa Domagnano Faetano Fiorentino · Tre Fiori La Fiorita Juvenes · Cosmos · SS Folgore/Falciano Academia San Marino sub-22 · Tre Penne Murata |

## Clasificación
| Pos. | Equipo             | Pts. | PJ | G  | E  | P  | GF | GC | Dif. | Clasificación 2025-26                    |
| ---- | ------------------ | ---- | -- | -- | -- | -- | -- | -- | ---- | ---------------------------------------- |
| 1    | Virtus (C)         | 77   | 30 | 24 | 5  | 1  | 66 | 18 | +48  | Ronda Preliminar de la Liga de Campeones |
| 2    | La Fiorita (O)     | 73   | 30 | 22 | 7  | 1  | 75 | 19 | +56  | Segunda Fase                             |
| 3    | Tre Fiori          | 56   | 30 | 17 | 5  | 8  | 61 | 28 | +33  | Primera ronda de la Liga Conferencia     |
| 4    | Folgore/Falciano   | 53   | 30 | 15 | 8  | 7  | 41 | 31 | +10  | Segunda Fase                             |
| 5    | Cosmos             | 50   | 30 | 14 | 8  | 8  | 61 | 36 | +25  | Segunda Fase                             |
| 6    | San Giovanni       | 49   | 30 | 13 | 10 | 7  | 58 | 37 | +21  | Segunda Fase                             |
| 7    | Tre Penne          | 49   | 30 | 12 | 13 | 5  | 48 | 33 | +15  | Segunda Fase                             |
| 8    | Fiorentino         | 45   | 30 | 13 | 6  | 11 | 33 | 34 | −1   | Playoffs                                 |
| 9    | Murata             | 39   | 30 | 11 | 6  | 13 | 33 | 33 | 0    | Playoffs                                 |
| 10   | Faetano            | 31   | 30 | 9  | 4  | 17 | 32 | 61 | −29  | Playoffs                                 |
| 11   | Juvenes/Dogana     | 30   | 30 | 8  | 6  | 16 | 24 | 35 | −11  | Playoffs                                 |
| 12   | Domagnano          | 29   | 30 | 6  | 11 | 13 | 29 | 44 | −15  |                                          |
| 13   | Libertas           | 26   | 30 | 6  | 8  | 16 | 30 | 59 | −29  |                                          |
| 14   | Cailungo           | 23   | 30 | 6  | 5  | 19 | 35 | 66 | −31  |                                          |
| 15   | Pennarossa         | 17   | 30 | 3  | 8  | 19 | 26 | 76 | −50  |                                          |
| 16   | San Marino Academy | 16   | 30 | 4  | 4  | 22 | 30 | 68 | −38  |                                          |

Actualizado a los partidos jugados el 27 de abril de 2025.
 Fuente: SoccerWay
Criterios de clasificación: Puntos · Enfrentamientos directos · Diferencia de goles en enfrentamientos directos · Diferencia de goles · Goles a favor
Notas:
1. ↑  Tre Fiori clasifica a la primera ronda de la liga conferencia por ser el campeón de la Copa Titano 2024-25

## Fase final de Liga Conferencia

### Ronda Preeliminar
| Fecha               | Local      | Resultado | Visita         |
| ------------------- | ---------- | --------- | -------------- |
| 30 de abril de 2025 | Fiorentino | 1:1       | Juvenes/Dogana |
| 30 de abril de 2025 | Murata     | 0:1       | Faetano        |

### Cuartos de final
| Fechas                | Local en la ida  | Global | Local en la vuelta | Ida | Vuelta |
| --------------------- | ---------------- | ------ | ------------------ | --- | ------ |
| 3 y 6 de mayo de 2025 | Tre Penne        | 1:2    | Cosmos             | 1:1 | 0:1    |
| 3 y 6 de mayo de 2025 | Folgore/Falciano | 1:2    | San Giovanni       | 0:1 | 1:1    |
| 4 y 7 de mayo de 2025 | La Fiorita       | 4:1    | Faetano            | 2:1 | 2:0    |
| 4 y 7 de mayo de 2025 | Tre Fiori        | 5:2    | Fiorentino         | 3:1 | 2:0    |

### Semifinales
| Fechas                  | Local en la ida | Global | Local en la vuelta | Ida | Vuelta |
| ----------------------- | --------------- | ------ | ------------------ | --- | ------ |
| 10 y 13 de mayo de 2025 | La Fiorita      | 0:0    | Cosmos             | 0:0 | 0:0    |
| 10 y 13 de mayo de 2025 | San Giovanni    | 2:3    | Tre Fiori          | 1:2 | 1:1    |

### Final
| Fecha              | Local      | Resultado | Visita    |
| ------------------ | ---------- | --------- | --------- |
| 17 de mayo de 2025 | La Fiorita | 1:0       | Tre Fiori |

## Goleadores
- Actualizado el 17 de mayo de 2025.[1]

| Pos. | Jugador               | Club         | Goles |
| ---- | --------------------- | ------------ | ----- |
| 1    | Matteo Prandelli      | Tre Fiori    | 21    |
| 2    | Imre Badalassi        | Cosmos       | 19    |
| 3    | Emiliano Olcese       | La Fiorita   | 18    |
| 3    | Tomasso León Bernardi | Tre Fiori    | 18    |
| 5    | Augusto García Rufer  | San Giovanni | 15    |